# Gennes-Longuefuye
Gennes-Longuefuye – gmina we Francji, w regionie Kraj Loary, w departamencie Mayenne. W 2013 roku liczba ludności wynosiła 1367 mieszkańców. 
Gmina została utworzona 1 stycznia 2019 roku z połączenia dwóch ówczesnych gmin: Gennes-sur-Glaize oraz Longuefuye. Siedzibą gminy została miejscowość Gennes-sur-Glaize. 